# Regno di Ijebu
Il regno di Ijebu (anche noto con i nomi di Jebu o Geebu) fu uno dei regni Yoruba del periodo pre-coloniale sorto nel XV secolo e secondo la leggenda fondato da Ogborogan, a capo di una migrazione proveniente da Ile-Ife, poi divenuto il primo re (awujale) con il nome di Obanta. Ebbe come capitale la città di Ijebu-Ode, oggi nello stato di Ogun della Nigeria sud-occidentale. 
Fu influenzato dall'impero del Benin. per i rituali di corte. Il regno era governato come gli altri regni degli Yoruba da un re e da un consiglio.
Il regno ebbe prosperità e importanza nel XVIII e nel XIX secolo grazie alla sua posizione sulla via commerciale tra le città di Lagos e di Ibadan, sulla quale fu imposto il monopolio dei mercanti locali. Il regno fu tuttavia indebolito da conflitti interni alla fine dell'Ottocento. Un'ulteriore fonte di instabilità fu l'uso massiccio di mercenari nell'esercito.
Nel 1892 il regno fu attaccato dal Regno Unito, che occupò la capitale e bruciò la sala del consiglio. In seguito venne annesso alla colonia britannica della Nigeria meridionale.
Resta a memoria dell'antica grandezza l'imponente sistema difensivo dell'Eredo di Sungbo, oggi area archeologica.
| Controllo di autorità | GND (DE) 4516638-9 |